# Владимир Витковски
Владимир Константинович Витковски е руски военачалник, полковник от Лейбгвардейския Кексхолмски полк и герой от Първата световна война. Участник в Бялото движение, генерал-лейтенант. В периода 1921 – 22 г. и 1923 – 26 г. живее в България.

## Биография
Ражда се на 21 април по стар стил/5 май по нов стил 1885 г. в Псков. Произхожда от дворянско семейство от полски произход. Син е на генерал К.Ф.Витковски. През 1903 г. завършва 1-ви Московски кадетски корпус, а през 1905 г. и Константиновското военно училище. Служи в Лейбгвардейския Кексхолмски полк, в състава на който взима участие в Първата световна война. В края на 1916 г. е произведен в полковник, а през пролетта на 1917 г. е награден с орден Свети Георги Четвърта степен за отличия в боевете на 16 юли предната година..
Участва в Бялото движение. През 1918 г. в Яш се присъединява към отряда на полковник Михаил Гордеевич Дроздовски и взима участие в легендарния поход
на Дроздовците от Яш до Дон, заемайки длъжността командир на рота и батальон в офицерския стрелкови полк. През лятото на 1918 г. след гибелта на Михаил Жебрак-Русанович бива назначен за командир на Втори офицерски стрелкови полк. През ноември става командир на бригада от 3-та дивизия, а през декември е произведен в генерал-майор. От февруари 1919 г. командва 3-та Дроздовска дивизия, с която с успешни боеве стига до Орел, а след това, в периода на отстъплението – до Новоросийск През 1920 г. в Руската армия на барон Пьотър Врангел бива произведен в чин генерал-лейтенант за успешната операция при нос Хорл на Азовско море и последвалите боеве в Северна Таврия. От 4/17 август 1920 г. командва 2-ри армейски корпус.
През 1920 – 1921 г. участва в т.нар. Галиполско седене, където командва 1-ва пехотна дивизия. Любопитно е, че свидетелства в спомените си, че Белите са планирали дръзко начинание-поход към Константинопол (по това време окупиран от Антантата), който обаче не се осъществява. През 1921 г. България приема част от Бялата армия. В страната ни военачалникът командва 1-ви армейски корпус. Сключено е специално споразумение с българските власти. Правителството на Александър Стамболийски обаче е насъсквано от болшевиките срещу Белите. Витковски привежда редица доказателства, включително статия на Г.Добринович в българския вестник „Демократически сговор“ от 1927 г., че е бил изфабрикуван заговор на белогвардейците срещу земеделската власт. На 30 септември е взето решение за изгонването на генерала от България. Той се установява в Югославия. Но Деветоюнският преврат на Александър Цанков,който съветската историография окачествява като военнофашистки, изменя рязко положението на руските офицери. Владимир Витковски се връща в България, като провежда разговор с генерал Иван Русев. През есента на 1923 г. заедно с генерал Антон Туркул той сформира въоръжени отряди, които взимат участие в потушаването на Септемврийското въстание. От 1924 г. командва 1-ви армейски корпус в Руския общовоински съюз. През 1926 г. се преселва във Франция. По време на Втората световна война германците забраняват влизането му на руска територия. След войната отива в САЩ, където през 1963 г. публикува мемоарната книга „В борба за Русия. Спомени.“. Генерал Витковски умира на 18 януари 1978 г. след дълго боледуване.